# Cyphotendana dalmazzensis
Cyphotendana dalmazzensis is een pissebed uit de familie Trichoniscidae. De wetenschappelijke naam van de soort is voor het eerst geldig gepubliceerd in 1936 door Verhoeff.